# Amastus edaphus
Amastus edaphus är en fjärilsart som beskrevs av Dyar 1913. Amastus edaphus ingår i släktet Amastus och familjen björnspinnare. Inga underarter finns listade i Catalogue of Life.